# Joana d'Alvèrnia

Escut d'armes del comtat d'Alvèrnia

Joana d'Alvèria (1326 - Argilly, 1361), comtessa d'Alvèrnia i Boulogne (1332-1360) i reina consort de França (1338-1361).

## Orígens familiars
Filla del comte Guillem XII d'Alvèrnia i Margarida d'Évreux. Era neta per línia paterna de Robert VII d'Alvèrnia i Blanca de Clermont.

## Biografia
El seu primer marit va morir el 22 de setembre de 1346 d'una caiguda de cavall al setge d'Aiguillon (Agulhon); la seva sogre Joana comtessa de Borgonya i d'Artois va morir el 15 d'agost de 1347 i el seu sogre Eudes duc de Borgonya el 3 d'abril de 1349. Llavors el seu fill Felip de Rouvre va heretar el comtat de Borgonya i el comtat d'Artois quan tenia un any, i el ducat de Borgonya, quan tenia menys de tres anys; Joana va assegurar la regència dels estats del fill.
Al cap de pocs anys es va tornar a casar, i el seu marit Joan va esdevenir rei i fou coronada com a reina de França a Reims el 26 de setembre de 1350, però la mort d'una filla nascuda aquest any (ja abans havia perdut una altra filla del primer matrimoni), i una altra el 1352, i un fill mort al néixer el 1354, van suposar uns cops forts. El seu marit fou fet presoners a la batalla de Poitiers el 19 de setembre de 1356 i enviat a Anglaterra; plena de tristesa el 1358 va marxar amb els seus fills vius del primer matrimoni cap a Borgonya on va morir la filla Joana de Borgonya en una epidèmia de pesta, i ella mateixa la va seguir per la mateixa causa el 29 de setembre de 1360. Fou enterrada a la Catedral de Saint-Denis a París.

## Núpcies i descendents
Es casà el 26 de setembre de 1338 amb Felip de Borgonya, fill del duc Eudes IV de Borgonya. D'aquest matrimoni nasqueren:
- la infanta Joana de Borgonya (1344-1360
- la infanta Margarida de Borgonya (1345-morta jove)
- l'infant Felip I de Borgonya dit de Rouvre (1346-1361), comte i duc de Borgonya, comte d'Alvèrnia i de Boulogne.

El 19 de febrer de 1349 es casà a Nanterre amb el duc Joan de Normandia que després fou el rei Joan II de França, sent la segona esposa d'aquest. D'aquesta unió nasqueren:
- la princesa Blanca de França (1350)
- la princesa Caterina de França (1352-1352)
- un fill sense nom (1354)

Tradicionalment es donava com a data i lloc de la mort de Joana d'Alvèrnia el 21 de setembre de 1361 al castell d'Argily, però sembla que fou un error.